# 自動印刷無線電信機
自動印刷無線電信機 （じどういんさつむせんでんしんき）は、オンライン･テレタイプ式機械式暗号の一種であり、日本陸軍の陸軍技術研究所で太平洋戦争中に開発したが、資材不足により実用化されなかった。
その他の日本の暗号機全体については、日本の機械式暗号を参照のこと。

## 概要
- 本体は鑽孔機、自動送信機、自動受信機、秘密装置および電源から構成され、自動貨車または輜重車で運搬が可能であった。

1. 鑽孔機：六単位の有線電信機と同じもの
2. 自動送信機：混信、空電（英語版）対策として電文を十数字毎に2回反復送信する。
3. 自動受信機：波形改善装置で矩形(パルス)波にした後、反復された電文を各二本の受信テープに印刷。受信内容を比較して人手で誤字脱字を判読し、時には再送を必要とした(符号側に誤り訂正機能が無い)。
4. 秘密装置：転換盤によって変化するロータリーラインスイッチを用いマークとスペース符号電流を不規則に変化させ、暗号化/復号した。
5. 電源：蓄電池または直流変圧機

## 歴史
- 1935年（昭和10年）: 基礎研究に着手するが混信・空電による誤字脱字を防ぐ同期装置が開発できず、研究は中断される。
- 1942年（昭和17年）: 電気試験所の石川武二技師が同期装置を考案し、研究が再開される。
  - 11月、仮試作機による同期装置の基礎検証を行う。
- 1943年（昭和18年）: 10月、試作機が竣工。試験結果は概ね良好であるが、一部機構に欠陥
- 1944年（昭和19年）: 4月、欠陥の修正作業を完了。

## 暗号機開発に係わった民間人
- 昭和20年当時、第五陸軍技術研究所では「自動印刷無線電信機及同傍受機ノ研究」として民間研究者を研究嘱託とした(括弧内は嘱託任命年)
  - 電気試験所：所長、大橋幹一(昭和19)
  - 電気試験所：第二部技師、石川武二(昭和15)
  - 電気試験所：第二部技手、梶正明(昭和15)
  - 沖電気富岡工場：技師、佐々木錬太郎(昭和19)